# See You in My 19th Life
See You in My 19th Life (hangul: 이번 생도 잘 부탁해; rr: Ibeon saengdo jal butakae; lit. Por favor, Cuide de Mim Nesta Vida Também) (bra: Vejo Você na Próxima Vida) é uma série de televisão sul-coreana de 2023 estrelada por Shin Hye-sun, Ahn Bo-hyun, Ha Yoon-kyung e Ahn Dong-goo. O drama é baseado em uma webtoon de mesmo nome feita pela escritora Lee Hey, publicado no Naver Webtoon. Foi ao ar na tvN de 17 de junho a 23 de julho de 2023, sendo exibida todos os sábados e domingos às 21h20 (KST). A série também está disponível em plataformas de streaming, como o TVING, na Coreia do Sul, e na Netflix, em regiões selecionadas.

## Sinopse
Ban Ji-eum (Shin Hye-sun) é uma garota que passa por sucessivas reencarnações, mas que consegue lembrar de todos os acontecimentos de suas vidas passadas. Após sua décima oitava vida ser interrompida devido a um trágico acidente, ela decide se reencontrar com o homem de sua vida anterior na décima nona.

## Elenco e personagens

### Principal
- Shin Hye-sun como Ban Ji-eum: uma mulher que tem uma habilidade sobrenatural de lembrar de todas as suas vidas passadas. Ela é membro da equipe de planejamento estratégico do MI Hotel.[11][12]
  - Park So-yi como Ban Ji-eum jovem[13]
- Ahn Bo-hyun como Moon Seo-ha: o herdeiro de uma família rica que sofre um trauma após um acidente de carro. Ele é o diretor executivo da equipe de planejamento estratégico do MI Hotel.[11][14]
  - Jung Hyeon-jun como Moon Seo-ha jovem[15]
- Ha Yoon-kyung como Yoon Cho-won: a irmã mais nova de Joo-won que é arquiteta paisagista.[2]
  - Ki So-yu como Yoon Cho-won jovem[15]
- Ahn Dong-goo como Ha Do-yoon: secretário e melhor amigo de Seo-ha.[5]

### De apoio

#### Pessoas ao redor de Ji-eum
- Cha Chung-hwa como Kim Ae-kyung: dona do restaurante Aekyung Kimchi-jjim.[16][17]
- Kang Myung-joo como Jo Yoo-seon: mãe de Joo-won (Ban Ji-eum da 18ª vida) e Cho-won.[18]
  - Kim Yoo-mi como Jo Yoo-seon jovem[19]
- Baek Seung-cheol como Ban Hak-su: pai de Ji-eum (da 19ª vida).[17][20]
- Moon Dong-hyuk como Ban Dong-woo: irmão mais velho de Ji-eum (da 19ª vida).[21]

#### Vidas passadas de Ji-eum
- Kim Si-a como Yoon Joo-won: a 18ª vida de Ji-eum, onde ela nasceu em 1986 e foi a irmã mais velha de Cho-won.[22][23]
- Lee Jae-kyoon como Kim Jung-ho: a 17ª vida de Ji-eum, onde ela nasceu em 1956, foi tio de Ae-kyung e que veio a falecer de tuberculose.[23][24]

#### Pessoas ao redor de Seo-ha
- Lee Bo-young como Lee Sang-ah: mãe de Seo-ha e ex-CEO do MI Hotel.[19]
- Choi Jin-ho como Moon Jeong-hun: pai de Seo-ha e presidente do MI Group.[25]
- Lee Hae-young como Lee Sang-hyeok: tio materno de Seo-ha e diretor do MI Group.[26][27]

#### MI Group
- Bae Hae-sun como Jang Yeon-ok: a CEO do MI Hotel.[28]
- Bin Chan-wook como Chan-hyuk: filho de Yeon-ok.[29]

#### Outros
- Ryu Hae-joon como Lee Ji-seok: o filho mais velho do Grupo Daehwan, um conglomerado rival.[30]
- Lee Chae-min como Kang Min-gi: funcionário de meio período no restaurante Aekyung Kimchi-jjim.[31]
- Lee Han-na como Han-na: conhecido de Min-gi que é dançarino.[32][33]
- Lee Si-woo como Ha Do-jin: irmão mais novo de Do-yoon.[34]

### Estendido
- Go Ha como Go Soo-jin: membro da equipe de planejamento estratégico do MI Hotel.[35]
- Kang Hyeon-oh como Yang-sik: um subordinado que trabalha sob o comando do presidente de uma empresa de crédito.[36]

### Participações especiais
- Chae Jong-hyeop como Bok-dong: a 16ª vida de Ji-eum, onde ela era um homem que puxava riquixá durante a Coreia ocupada pelo Japão.[37]

## Produção
Foi relatado que, inicialmente, a atriz Lim Hyun-joo estava cogitada para interpretar o papel de Yoon Cho-won, mas ela deixou a série devido a problemas em sua agenda.

## Trilha sonora

### Parte 1
| Lançado em 18 de junho de 2023 |                         |                |                |                |         |  |
| N.º                            | Título                  | Letras         | Música         | Artista        | Duração |  |
| 1.                             | "Silence" (무음)        | Hen Mind       | Hen Luca       | Sunwoo Jung-a  | 3:28    |  |
| 2.                             | "Silence" (무음; Inst.) |                | Hen Luca       |                | 3:28    |  |
| Duração total:                 | Duração total:          | Duração total: | Duração total: | Duração total: | 6:56    |  |

### Parte 2
| Lançado em 25de junho de 2023 |                |                |                                                    |                |         |  |
| N.º                           | Título         | Letras         | Música                                             | Artista        | Duração |  |
| 1.                            | "Star"         | AllThou Flora  | AllThou Flora Kim Su-hyun 153/Joombas Kang Gun-hoo | Colde          | 3:41    |  |
| 2.                            | "Star" (Inst.) |                | AllThou Flora Kim Su-hyun 153/Joombas Kang Gun-hoo |                | 3:41    |  |
| Duração total:                | Duração total: | Duração total: | Duração total:                                     | Duração total: | 7:22    |  |

### Parte 3
| Lançado em 2 de julho de 2023 |                              |                         |                                     |                |         |  |
| N.º                           | Título                       | Letras                  | Música                              | Artista        | Duração |  |
| 1.                            | "Down (Juicy Juicy)"         | Oneway AllThou Flora RV | Oneway AllThou Flora RV 153/Joombas | Jo Yu-ri       | 3:26    |  |
| 2.                            | "Down (Juicy Juicy)" (Inst.) |                         | Oneway AllThou Flora RV 153/Joombas |                | 3:26    |  |
| Duração total:                | Duração total:               | Duração total:          | Duração total:                      | Duração total: | 6:52    |  |

### Parte 4
| Lançado em 9 de julho de 2023 |                |                |                |                |         |  |
| N.º                           | Título         | Letras         | Música         | Artista        | Duração |  |
| Duração total:                | Duração total: | Duração total: | Duração total: | Duração total: | 6:50    |  |

### Parte 5
| Lançado em 15 de julho de 2023 |                  |                |                     |                |         |  |
| N.º                            | Título           | Letras         | Música              | Artista        | Duração |  |
| 1.                             | "Secret"         | Sean Kimm Even | Sean Kimm Even Capu | Yelo           | 3:07    |  |
| 2.                             | "Secret" (Inst.) |                | Sean Kimm Even Capu |                | 3:07    |  |
| Duração total:                 | Duração total:   | Duração total: | Duração total:      | Duração total: | 6:14    |  |

### Parte 6
| Lançado em 23 de julho de 2023 |                        |                |                |                |         |  |
| N.º                            | Título                 | Letras         | Música         | Artista        | Duração |  |
| 1.                             | "Here with me"         | Aseul          | Jeong Gu-hyun  | Doyoung        | 3:14    |  |
| 2.                             | "Here with me" (Inst.) |                | Jeong Gu-hyun  |                | 3:13    |  |
| Duração total:                 | Duração total:         | Duração total: | Duração total: | Duração total: | 6:27    |  |

## Audiência
| Temporada | Temporada | Ep. 1 | Ep. 2 | Ep. 3 | Ep. 4 | Ep. 5 | Ep. 6 | Ep. 7 | Ep. 8 | Ep. 9 | Ep. 10 | Ep. 11 | Ep. 12 | Audiência |
| --------- | --------- | ----- | ----- | ----- | ----- | ----- | ----- | ----- | ----- | ----- | ------ | ------ | ------ | --------- |
|           | 1         | 1,088 | 1,346 | 1,094 | 1,439 | 1,158 | 1,394 | 0,997 | 1,111 | 1,095 | 1,018  | 0,920  | 1,147  | 1,151     |

| Ep. | Data de transmissão original | Parcela média de audiência (Nielsen Korea) | Parcela média de audiência (Nielsen Korea) |
| Ep. | Data de transmissão original | Nacional                                   | Seul                                       |
| --- | ---------------------------- | ------------------------------------------ | ------------------------------------------ |
| 1 | 17 de junho de 2023          | 4.272% (1º)                                | 4.932% (1º)                                |
| 2 | 18 de junho de 2023          | 5.488% (1º)                                | 6.078% (1º)                                |
| 3 | 24 de junho de 2023          | 4.947% (1º)                                | 5.392% (1º)                                |
| 4 | 25 de junho de 2023          | 5.733% (1º)                                | 6.283% (1º)                                |
| 5 | 1 de julho de 2023           | 4.454% (1º)                                | 4.701% (1º)                                |
| 6 | 2 de julho de 2023           | 5.590% (1º)                                | 5.988% (1º)                                |
| 7 | 8 de julho de 2023           | 4.125% (1º)                                | 5.027% (1º)                                |
| 8 | 9 de julho de 2023           | 4.481% (1º)                                | 4.789% (1º)                                |
| 9 | 15 de julho de 2023          | 4.504% (1º)                                | 4.790% (1º)                                |
| 10 | 16 de julho de 2023          | 4.367% (1º)                                | 4.481% (1º)                                |
| 11 | 22 de julho de 2023          | 3.501% (1º)                                | 4.199% (1º)                                |
| 12 | 23 de julho de 2023          | 4.502% (1º)                                | 4.973% (1º)                                |
| Média | Média                        | 4.664%                                     | 4.786%                                     |
| - Na tabela acima, os números em azul representam a audiência média mais baixa e os números em vermelho representam a audiência média mais alta. - Este drama foi ao ar em um canal a cabo/TV paga que normalmente tem uma audiência relativamente menor em comparação com a TV aberta/emissoras públicas (KBS, SBS, MBC, e EBS). |                              |                                            |                                            |